# Jerônimo Cadena de Villasante
Jerônimo Cadena de Villasante (Lisboa, c. 1600 —?, antes de 1665) foi um nobre português de origem patrícia veneziana estabelecido no Brasil Colonial. Abastado Senhor do Engenho Tibiri, combateu na Insurreição Pernambucana e foi um dos três governadores da Paraíba nomeados no período bélico. Frequentemente, aparece em nobiliários e estudos genealógicos como "Jerônimo Cadena Vilaça" e "Jerônimo Cadena de Vilhasante".

## Genealogia
Nascido na cidade de Lisboa, Jerônimo Cadena de Villasante era filho de Gaspar Cadena, nobre natural de Veneza, que se estabeleceu em Portugal como mercador e foi Feitor do Rei na Ilha de São Tomé, além de irmão da Irmandade dos Estrangeiros Italianos, e de Ângela Margarida de Villasante. Era, portanto, neto paterno de Nicolò de la Cadena e de Laura Line, sendo esse Nicolau filho de Pietro de la Cadena e de Fabia Contarini, da poderosa Casa de Contarini, uma das famílias patrícias fundadoras da República de Veneza. Assim, neto materno de Pedro Milanês Gato, cidadão da cidade de Milão, estabelecido em Lisboa como mercador, e de Francisca Fernández de Villasante, castelhana natural de Espinosa de los Monteros.
Jerônimo Cadena de Villasante foi irmão de Constantino Cadena de Villasante, Mestre de Campo General no Castelo de São Jorge, além de Cavaleiro da Ordem de Cristo e Familiar do Santo Ofício, e de Pedro Cadena de Villasante, Cavaleiro da Ordem de Avis, que com ele veio à então Capitania de Pernambuco, onde foi Provedor da Fazenda Real de Pernambuco, além de Escrivão da Fazenda, Alfândega e Almoxarifado da Capitania da Paraíba, da qual também foi Governador antes da Invasão Holandesa, quando fugiu para a Bahia e, depois, para Lisboa.
Jerônimo Cadena de Villasante foi casado com Maria de Melo, irmã de Felipe Bandeira de Melo, filha de Antônio Bandeira de Melo, Fidalgo da Casa Real, e de Jerônima de Mesquita de Azevedo. Neta paterna de Felipe Bandeira de Melo, natural de Cinfães, e de Maria Maciel de Andrade, de Lisboa, casal da principal nobreza de Portugal. Neta materna de Mateus de Freitas de Azevedo, Alcaide-Mor de Olinda e Fidalgo da Casa Real, neto paterno de Vasco Fernandes de Lucena, e de Maria de Herédia, que era neta paterna de Cristóvão Queixada, de origem castelhana, Alcaide-Mor de Olinda, e neta materna de Frutuoso Barbosa, Governador da Paraíba.
Foram filhos de Jerônimo Cadena e Maria de Melo:
- Laura de Melo, casada com Agostinho César de Andrade, nobre da Ilha da Madeira, Governador do Rio Grande do Norte, Fidalgo da Casa Real e Cavaleiro da Ordem de Cristo, filho de João Barreto e de Ana César de Andrade, com sucessão.
- Maria de Melo, casada com Baltazar de Ornelas de Valdevesso, nobre da Ilha da Madeira, Juiz Ordinário e Ouvidor de Goiana, filho de Jerônimo Teixeira Ribeiro e de Maria Travassos de Ornelas, com sucessão.
- Gaspar Cadena Bandeira de Melo, militar, Ajudante de Tenente de Mestre de Campo General, que combateu os holandeses e faleceu solteiro em Lisboa, onde estava em companhia do seu tio, Felipe Bandeira de Melo.
- Tomé Cadena, solteiro.
- Antônio Cadena, solteiro.[6]